# La hora cero (álbum)
La hora cero es la segunda producción con contenido cristiano del artista puertorriqueño Héctor Delgado, apodado anteriormente "El Father". Este disco fue anunciado luego del último álbum del artista, El juicio final, sin embargo, se atrasó luego de muchas decisiones creativas y logísticas, siendo en el año 2021, donde se haría más énfasis promocional y sería oficialmente lanzado el día 4 de junio. Cuenta con 10 temas y colaboraciones con salmistas como July Ann Alvarado, Brenda Santaella y Judith Batista, mayormente en una combinación de baladas y toques urbanos. La producción musical estuvo a cargo de Aneudy Maysonet, conocido como "El Señor Guitarra", y contó con los sencillos «Corre que se te hace tarde», «Todo por nada» y «Me han hablado».

## Lista de canciones
1. «La Verdad» (Intro)
2. «Corre que se te hace tarde»
3. «Perdí la pasión»
4. «Me han hablado»
5. «No te vayas»
6. «Todo por nada»
7. «Te encontré» - junto a July Ann Alvarado
8. «El Jornalero»
9. «Mi Dios es capaz» - junto a Brenda Santaella
10. «Ahora te llamo» - junto a Judith Batista

## Promoción y lanzamiento
Se lanzaron dos vídeos oficiales, «Corre que se te hace tarde», y el día del lanzamiento, salió también el vídeo oficial de «Todo por nada».